# 紫豔大猿金花蟲
紫豔大猿金花蟲（学名：Platycorynus sauteri）为金花蟲科大猿金花蟲屬下的一个种。